# Claes Cronqvist
Claes Cronqvist, född 15 oktober 1944, är en svensk före detta fotbollsspelare från Landskrona. 
Claes Cronqvist brukar räknas som en av de stora profilerna i fotbollsklubben Landskrona BoIS. Han spelade fjorton säsonger i dess A-lag, 1962-1965 och 1971-1980, hann med hela 453 A-lagsmatcher och har även tränat klubben, 1983-1985, samt varit dess klubbdirektör.

## Biografi
Under åren som spelare gjorde Cronqvist sig känd för att vara en hårding. Hans rakryggade löpstil, tuffa tacklingar och vana att spela med korta strumpor, utan benskydd, kunde reta gallfeber på motståndarna. Cronqvist var en självklar ledargestalt på planen, men gick ibland över gränsen och spelade alltför bryskt. Han innehar det mindre smickrande rekordet att, tillsammans med AIK:s Mats Rubarth, vara Allsvenskans mest utvisade spelare. Hela sju gånger fick han syna domarens röda kort.
I början av sin karriär spelade Cronqvist som anfallare och det var också som sådan han värvades till Djurgården i Stockholm år 1966. Här var han med och vann Allsvenskan samma år och blev även klubbens bäste målskytt under säsongerna 1968 och 1969.
Vid Landskrona BoIS återkomst till Allsvenskan år 1971 återvände Cronqvist till Skåne och gjorde en bejublad comeback i sin moderklubb då han klackade in det avgörande 1-0 målet mot motståndarlaget IF Elfsborg. I Landskrona, under det tidiga 1970-talet, användes Cronqvist som mittfältare, men hans naturliga position kom så småningom att bli mittback. Det var också som back han spelade i det svenska landslaget. Cronqvist gjorde 16 A-landskamper och var uttagen i den svenska landslagstruppen under VM-turneringarna 1970 i Mexiko och 1974 i Västtyskland. Men det var bara i förstnämnda mästerskap som han fick spela.
Tioårsperioden 1971-1980 är Landskrona BoIS längsta sammanhängande sejour i den högsta serien. Claes Cronqvist var under denna era den bärande spelaren i laget tillsammans med centern Sonny Johansson. Men till skillnad mot Johansson, som är i det närmaste kultförklarad i sin hemstad, var Claes Cronqvist en mera kontroversiell person. Han var öppen, medialt intresserad och på många sätt långt före sin tid, något som inte alltid föll i god jord i industri- och arbetarstaden Landskrona. När Landskrona BoIS fick lämna den högsta serien år 1980 gjorde Cronqvist sin sista säsong som spelare i klubben. Karakteristiskt nog blev han utvisad den näst sista seriematchen mot IFK Sundsvall och var avstängd den sista omgången.
Claes Cronqvist avrundade sin karriär som spelande tränare i IFK Hässleholm 1981 och spelare i Borstahusens BK 1982 innan han lade fotbollsskorna på hyllan. När han ånyo återvände till sin moderklubb var det som tränare. Med Cronqvist vid rodret lyckades Landskrona BoIS sånär nå allsvenskt kvalspel 1983, för att året därpå åka ytterligare ett pinnhål ner i seriesystemet. Samtidigt lyckades man, egendomligt nog, nå finalen i Svenska Cupen, vilken man dock förlorade mot skånerivalen Malmö FF. År 1985 fick Cronqvist revansch då Landskrona än en gång tog sig tillbaka till den näst högsta serien. 
Claes Cronqvist har sedermera verkat i många föreningar, men alltmer sällan på elitnivå. Förutom moderklubben Landskrona BoIS har han tränat FK Jerv i Norge, BK Fram, IFK Trelleborg, Ramlösa BoIS, Eslövs BK och IK Wormo. 
Under många år var Claes Cronqvist engagerad i fotbollsfackliga frågor. Han grundade spelarföreningen år 1975 och har även haft framträdande poster inom Tränarföreningen. På visitkortet kan han även sätta, banktjänsteman, reklamman och egen företagare. Cronqvist drev under många år en spelbutik i hemstaden Landskrona.
År 2015 fick Claes Cronqvist en minnessten på Landskrona Walk of Fame.

## Meriter
- Svensk mästare: 1966
- Svensk cupmästare: 1972
- Cupfinal: 1976
- Intern skytteligavinnare i Djurgårdens IF 1968 och 1969
- Cupfinal som tränare 1984
- 16 A-landskamper
- 337 matcher i Allsvenskan (53 mål)